# Thierry Gerbier
Thierry Gerbier (Chambéry, 21 settembre 1965 – 13 novembre 2013) è stato un biatleta e un allenatore di biathlon francese.

## Biografia

### Carriera sciistica
In Coppa del Mondo ottenne il primo risultato di rilievo il 16 gennaio 1986 ad Anterselva (71°) e il primo podio il 19 gennaio 1989 a Borovec (2°).
In carriera prese parte a due edizioni dei Giochi olimpici invernali, Calgary 1988 (41° nell'individuale) e Albertville 1992 (39° nell'individuale, 6° nella staffetta) e a tre dei Mondiali, vincendo due medaglie.

### Carriera da allenatore
Dopo il ritiro era diventato allenatore dei biatleti nei quadri della nazionale francese.

## Palmarès

### Mondiali
- 2 medaglie:
  - 1 argento (staffetta a Minsk/Oslo/Kontiolahti 1990)
  - 1 bronzo (gara a squadre a Minsk/Oslo/Kontiolahti 1990)

### Coppa del Mondo
- 3 podi (tutti individuali[1]):
  - 1 secondo posto
  - 2 terzi posti